# Helmut Vogt (Bibliothekar)
Helmut Vogt (* 3. April 1926 in Weißenfels an der Saale; † 10. Dezember 1994) war ein deutscher Bibliothekar und Bibliotheksdirektor in Göttingen.
Nach dem Arbeits- und Kriegsdienst studierte Helmut Vogt von 1946 bis 1951 an den Universitäten Greifswald und Halle Mathematik und Physik. Anschließend absolvierte er die Bibliothekarsausbildung an der Deutschen Staatsbibliothek in Ostberlin. 1959 verließ er die DDR und arbeitete dann an der Niedersächsischen Staats- und Universitätsbibliothek Göttingen als Fachreferent für Naturwissenschaften und Technik. 1962 wurde er Bibliotheksrat, 1967 wurde er stellvertretender Direktor, 1968 Bibliotheksoberrat, 1969 Bibliotheksdirektor und 1974 Leitender Bibliotheksdirektor. Von 1975 bis zu seinem Ruhestand 1990 war er Direktor der Bibliothek. 1989 erhielt er das Bundesverdienstkreuz.
Der umfangreiche Katalog Slavica Gottingensia : ältere Slavica in der Niedersächsischen Staats- und Universitätsbibliothek Göttingen, der 1995 im Wiesbadener Verlag Harrassowitz erschien, ist Helmut Vogt gewidmet, der das umfangreiche Projekt unterstützt und mit beantragt hatte.